# Spilogale pygmaea
Espèce
Statut de conservation UICN

 VU A2ce : Vulnérable
Spilogale pygmaea est une espèce de moufettes endémique au Mexique.